# Star Wars Outlaws
Star Wars Outlaws ist ein von Massive Entertainment für Windows, Xbox Series sowie PlayStation 5 entwickeltes Action-Adventure, das im Jahr 2024 durch Ubisoft veröffentlicht wurde.

## Setting und Handlung
Bei dem Star-Wars-Videospiel handelt sich um ein Open-World-Spiel, welches zwischen Das Imperium schlägt zurück und Die Rückkehr der Jedi-Ritter angesiedelt ist.
Als Protagonist fungiert die Schurkin Kay Vess, die in der Unterwelt von Cantonica mehr schlecht als recht versucht, sich einen Namen zu machen. Ihr Ziel ist, genug Geld zu verdienen, um den Planeten verlassen und mit ihrem Merqaal-Begleiter Nix zu den Kernwelten reisen zu können. Dabei gerät sie über einen unbekannten Auftraggeber an einen lukrativen Job, der jedoch teilweise scheitert und sie bei der Flucht zufällig in Besitz des Raumschiffs The Trailblazer (im Deutschen Die Bahnbrecher) bringt. Nach einer Bruchlandung auf Toshara erledigt Kay erste Aufträge für die Verbrechersyndikate Crimson Dawn, die Pykes und das Huttenkartell, um die benötigten Ersatzteile für das Raumschiff zu bekommen. Bei der Reparatur hilft ihr der Rodianer Waka, der sie jedoch hintergeht.
Im letzten Moment wird sie durch Jaylen Vrax und dessen BX-Kommandodroiden ND-5 gerettet. Dieser plant „einen der größten Raubüberfälle, die der Outer Rim je gesehen hat“ und schickt Kay – begleitet und überwacht durch ND-5 – los, um weitere Mitglieder für das Überfall-Team anzuwerben.

## Gameplay
Der Spieler steuert die Protagonistin aus der Third-Person-Perspektive. Die offene Spielwelt kann weitestgehend frei bereist werden, wobei es zu Beginn und in Schlüsselmomenten erzählungsbedingte Einschränkungen gibt. Die meisten Aufgaben, wie z. B. das Beschaffen von Materialien und Informationen, das Befreien anderer Personen oder das Schmuggeln von Waren können auf verschiedenen Wegen erledigt werden. So kann Kay offen mit ihrem Blaster oder temporär nutzbaren Waffen vorgehen oder auf Schleichmechaniken zurückgreifen, um Gebiete zu durchqueren, Gegner zu überwinden und Situationen zu meistern.
Während Kay einige Türen oder Barrieren durch Hacking öffnen kann, sind andere Schalter nur für ihren Alien-Begleiter Nix zu erreichen. Weitere Befehle lassen Nix Gegenstände stehlen, Gegner ablenken oder die Umgebung erkunden.
Kay erledigt in der Spielwelt Aufträge für vier Verbrechersyndikate, wodurch sie in deren Ansehen steigen oder sinken kann – je nachdem, was sie für wen tut. Hierdurch erlangt sie Zugang zu eingeschränkten Gebieten und besonderen Ausrüstungsgegenständen. Fällt ihr Ruf zu sehr, wird sie vom jeweiligen Syndikat gejagt.

## Entwicklung

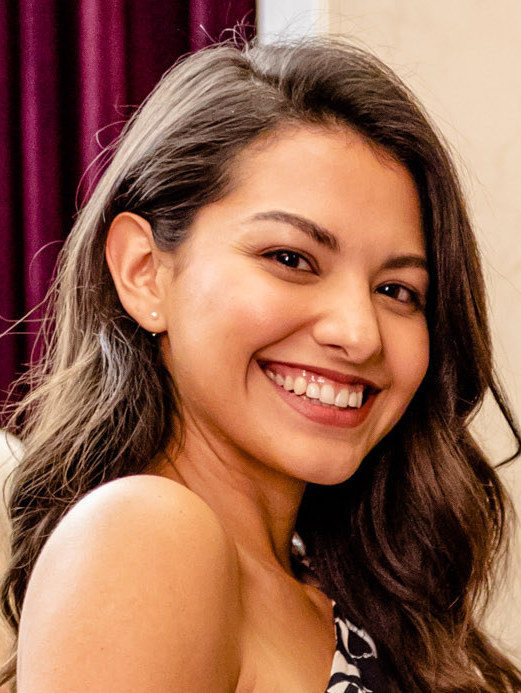
Humberly González

Am 13. Januar 2021 wurde durch Ubisoft und Lucasfilm Games verkündet, das Massive Entertainment ein neues Star-Wars-Open-World-Spiel entwickelt, wobei erstmals die Snowdrop-Engine des Studios genutzt wurde. Als Creative Director fungierte Julian Gerighty, als Game Director Mathias Karlson; als Autoren waren Nikki Foy und Navid Khavari beteiligt. Wie schon für die Videospiele Star Wars Jedi: Fallen Order und Star Wars Jedi: Survivor wurden die zentralen Figuren durch Motion Capture in Szene gesetzt. Die Darstellung der Protagonistin übernahm die Schauspielerin Humberly González, ihr Begleiter Nix wurde von Star-Wars-Veteran Dee Bradley Baker vertont.
Erstmals vorgestellt wurde das Spiel im Juni 2023, mit zwei Trailern, davon ein 10-minutiges mit Ingame-Aufnahmen. Im April und Juni 2024 erschienen Trailer drei und vier.

## Versionen
Das Spiel ist als Standard-, Gold- und Ultimate-Edition erhältlich. Vorbesteller erhalten bei allen Versionen sogenannte digitale „kosmetische Gegenstände“. Vorbesteller der Gold- und Ultimate-Edition können das Spiel zudem bereits ab dem 27. August spielen. Beide Versionen beinhalten über das Hauptspiel hinaus einen als Season Pass bezeichneten DLC, der sich aus einer Story-Erweiterung und zusätzlichen digitalen kosmetischen Gegenständen zusammensetzt. Die Ultimate-Edition verfügt darüber hinaus über ein Digitales Artbook und weitere digitale kosmetische Gegenstände. Die Ultimate-Edition kann anstatt erworben zu werden auch über ein monatliches Abonnement von Ubisoft+ benutzt werden.
| Inhalte                                                                                     | Standard (Konsolen & PC) | Gold Edition (Konsolen & PC) | Ultimate Edition (Konsolen & PC) | Ubisoft+                                  |
| ------------------------------------------------------------------------------------------- | ------------------------ | ---------------------------- | -------------------------------- | ----------------------------------------- |
| Basisspiel                                                                                  | ja                       | ja                           | ja                               | alle Inhalte der Ultimate Edition nutzbar |
| Season-Pass (Story-DLCs, Charakterpaket und exklusive Day-1-Mission)                        | nein                     | ja                           | ja                               | alle Inhalte der Ultimate Edition nutzbar |
| Schurken-Unterwanderer-Paket (kosmetische Gegenstände für Kay, Nix, Gleiter und Schiff)     | nein                     | nein                         | ja                               | alle Inhalte der Ultimate Edition nutzbar |
| Sabacc-Schlitzohr-Paket (kosmetische Gegenstände für Kay, Nix, Gleiter, Schiff und Blaster) | nein                     | nein                         | ja                               | alle Inhalte der Ultimate Edition nutzbar |
| Digitales Artbook                                                                           | nein                     | nein                         | ja                               | alle Inhalte der Ultimate Edition nutzbar |

## Rezeption
Bereits bei Ankündigung der Versionen erntete Ubisoft Kritik, da nur Käufer der teureren Gold- und Ultimate-Editionen bereits am Erscheinungstag eine zusätzliche Mission spielen können, in der man auf den aus der Star-Wars-Reihe bekannten Jabba stößt.
Nach Veröffentlichung des Spiels sind sich die Rezensenten in drei Kernpunkten nahezu einig:
- die Star-Wars-Atmosphäre ist sehr gut eingefangen
- das Spiel leidet unter typischen Open-World-Problemen
- unterhaltsame Story, jedoch wenig Tiefe.

Benjamin Schmädig von Eurogamer beschreibt Star Wars Outlaws als „ausgesprochen stimmungsvolles und abwechslungsreiches Star-Wars-Abenteuer“ und lobt dabei nicht nur die weitläufigen Landschaften, sondern auch ein starkes Charakterdesign, besonders der Protagonistin, in der er Parallelen zum bekannten Han Solo erkennt. Auch Dennis Michel lobt auf GamePro die liebevolle Darstellung des Spiels und die Inszenierung als eine Art spielbaren Kinofilm.

„In manchen Abschnitten könnte das Spiel dann auch einfach ‚Open World: The Game‘ heißen.“

Bezüglich des Aufbaus als Open-World-Spiel werden typische Probleme dieses Genres kritisiert: sich in Missionen stets wiederholendem Mix aus Schleichen, Schießen und Klettern und wenig Vielfalt in der Auswahl der Nebenmissionen, besonders in den ruffördernden Syndikatsmissionen. In der Neuen Westfälischen Zeitung bescheinigt David Wellenfang Star Wars Outlaws jedoch eine zumindest teilweise Abkehr von der sogenannten Ubisoft-Formel, da nicht mehr alle Ziele offensichtlich präsentiert werden, sondern es beispielsweise notwendig ist, aus Gesprächen herausgehörte Informationen zunächst selbstständig zu prüfen. Gleichzeitig kritisiert er, dass Spieler bezüglich Fähigkeiten und Ausrüstung lange auf Anfänger-Niveau bleiben können, wenn sie eben keinen so immersiven Zugang zum Spiel fänden.

### Auszeichnungen
| Preisverleihung             | Kategorie             | Resultat  | Datum         |
| --------------------------- | --------------------- | --------- | ------------- |
| The Game Awards 2023        | Most Anticipated Game | Nominiert | Dezember 2023 |
| Golden Joystick Awards 2023 | Most Wanted Game      | Nominiert | November 2023 |